# La guerra del fuoco
La guerra del fuoco (La Guerre du feu) è un film del 1981 diretto da Jean-Jacques Annaud, ispirato all'omonimo romanzo di J. H. Rosny aîné.
Si tratta di un film d'avventura di ambientazione preistorica, la cui caratteristica peculiare è che gli interpreti si esprimono solo tramite gesti e suoni gutturali incomprensibili. Per rendere efficace questa scelta, Annaud si è servito di due consulenti esperti: lo scrittore Anthony Burgess, noto per aver creato una lingua artificiale (il Nadsat) per il suo romanzo Arancia meccanica, ha ideato un linguaggio fittizio per il film (l'Ulam), mentre l'etologo Desmond Morris si è occupato invece del linguaggio gestuale.

## Trama
(Scritta introduttiva del film.)
La tribù dei Neanderthal Ulman viene attaccata dai Wagabu, un gruppo di Homo erectus. Nella fuga il piccolo focolare che costituisce la sua riserva di fuoco, fonte di vita e di calore, finisce in acqua. In tre si mettono alla ricerca del fuoco, riuscendo a rubarlo a una tribù di Neanderthal cannibali. Nel trambusto una giovane donna di Homo sapiens di nome Ika, prigioniera dei cannibali, riesce a liberarsi dai legacci e si unisce ai tre cacciatori. Tra il capo dei cacciatori e la giovane nasce un legame. Durante il viaggio di ritorno i tre vengono in contatto con la tribù della giovane, dalla cui cultura più sviluppata apprendono la tecnica per accendere il fuoco, l'uso delle frecce scagliate col propulsore, ma anche la facoltà di ridere e di accoppiarsi in modo antropico. Tutto ciò lo trasmetteranno alla loro tribù una volta concluso il loro viaggio.

## Produzione
Il film, che è stato realizzato con un bilancio di circa 12 milioni di dollari, è stato girato in Scozia (Glen Coe e Cairngorm, nelle Highlands), Canada (Badlands, Alberta; Cathedral Grove, Columbia Britannica; Penisola di Bruce, Ontario) e Kenya (Parco nazionale dello Tsavo, Lago Magadi).
È l'esordio cinematografico di Ron Perlman, che ha poi lavorato nuovamente con Annaud in Il nome della rosa e Il nemico alle porte.

## Animali
- Mammuth
- Tigri dai denti a sciabola
- Orso delle caverne
- Lupo

## Distribuzione
Il film è uscito nelle sale cinematografiche francesi il 16 dicembre 1981, negli Stati Uniti il 12 febbraio 1982 e in Italia il 1º aprile 1982. Negli Stati Uniti ha incassato circa 21 milioni di dollari.

## Riconoscimenti
- Premi Oscar 1983
  - Oscar al miglior trucco
- Premi César 1982
  - Premio César per il miglior film
  - Premio César per il miglior regista
- Saturn Award 1982
  - Miglior film internazionale
- Genie Awards 1983
  - Costumi
  - Suono
  - Realizzazioni
  - Attrice principale